# Suzanne Heywood
Suzanne Heywood (Southampton, 25 febbraio 1969) è una dirigente d'azienda britannica presidente dal luglio 2018 di CNH Industrial e da gennaio 2022 di Iveco Group .

## Biografia
Nata nel 1969 a Southampton da Gordon Cook e Mary Brindley. Dal 1976 al 1986 ha navigato per il mondo con la famiglia a bordo di una goletta chiamata Wavewalker. Nel 1977, mentre stavano percorrendo la rotta del terzo viaggio del capitano James Cook, l'imbarcazione fu quasi distrutta da una tempesta incontrata tra l'Africa e l'Australia. Era sotto coperta e ricevette un grave trauma cranico che richiese sei interventi chirurgici, mentre il resto della famiglia e i membri dell'equipaggio riportarono solo lievi ferite; suo padre, l'unico rimasto sul ponte, fu scaraventato in mare ma si salvò grazie alla sua cima di sicurezza.
Suzanne ha intrapreso l'istruzione secondaria alla Queensland Correspondence School.
Laureata in scienze all’università di Oxford (Somerville College) e con dottorato a Cambridge, nel 1997 lavorò come manager per poi diventare senior partner della McKinsey & Company, ricoprendovi altri ruoli strategici.  Ha lavorato per il governo britannico, al Dipartimento del Tesoro,  con alcuni ruoli di supporto alla segreteria finanziaria e al cancelliere. Ha occupato inoltre la carica di vicepresidente alla Royal Opera House dal dicembre 2019 al luglio 2020, nonché uno dei membri del Trust della Royal Academy of Arts.
È amministratrice del settimanale The Economist. Dal 2016 entra nell'orbita dirigenziale aziendale della famiglia Agnelli, divenendo nello stesso anno prima Managing Director di Exor e poi nel luglio 2018 presidente di CNH Industrial. Nel marzo 2020 è stata anche CEO ad interim di CNH Industrial in seguito alle dimissioni di Hubertus Mühlhäuser. A gennaio 2022, con lo spin-off di Iveco da CNH Industrial, ha assunto la carica di presidente della nuova Iveco Group.
Il 30 dicembre 2021 è stata cooptata nel cda della Juventus come consigliere indipendente in seguito alle dimissioni di un altro componente femminile.
Il 1 novembre 2022 è stata nominata Chief Operating Officer della holding Exor.
Il 28 novembre 2022 si è dimessa da consigliere indipendente del cda della Juventus

## Vita privata
Nata Suzanne Cook, nel 1997 sposò Jeremy Heywood, che è stato un alto funzionario pubblico, Segretario di Gabinetto e Capo del Servizio Civile Interno fino a poco prima della morte, avvenuta nel 2018. La coppia ha avuto tre figli, tra cui due gemelli.
Nel 2017, Suzanne Heywood ha scritto una biografia di sua suocera, l'archeologa Brenda Swinbank.
Nel 2020 ha guadagnato 3,3 milioni di dollari.